# Clausena smyrelliana
Clausena smyrelliana är en vinruteväxtart som beskrevs av P. I. Forster. Clausena smyrelliana ingår i släktet Clausena och familjen vinruteväxter. Inga underarter finns listade i Catalogue of Life.